# 布魯涅格峰
46°07′33″N 7°44′45″E / 46.12583°N 7.74583°E

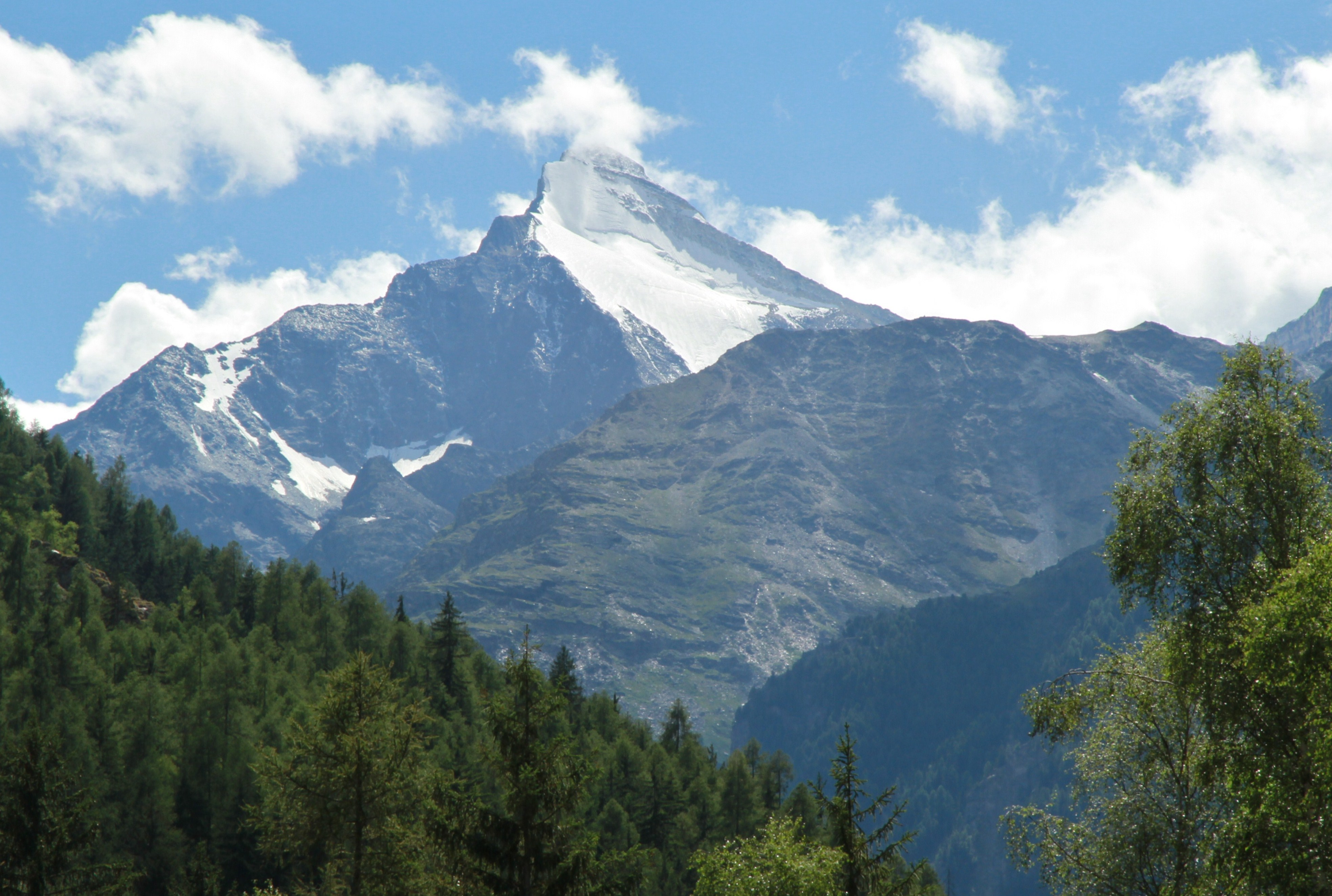

布魯涅格峰（Brunegghorn），是瑞士的山峰，位於該國南部，由瓦萊州負責管轄，屬於本寧阿爾卑斯山脈的一部分，海拔高度3,833米，人類在1853年7月13日首次登上該山峰。